# José do Patrocínio
José Carlos do Patrocínio (Campos dos Goytacazes, 9 de outubro de 1853 — Rio de Janeiro, 29 de janeiro de 1905) foi um farmacêutico, jornalista, escritor, orador e ativista político brasileiro. Destacou-se como uma das figuras mais importantes do movimento abolicionista no país. Foi também idealizador da Guarda Negra, que era formada por negros e ex-escravos, sendo vanguarda do movimento negro no Brasil e formada para proteger família imperial brasileira contra a aristocracia e os militares.

## Biografia

### Primeiros anos
Filho de João Carlos Monteiro, vigário da paróquia de Campos dos Goytacazes e orador sacro de reputação na Capela Imperial, com Justina do Espírito Santo, uma jovem escrava mina de quinze anos, cedida ao serviço do cônego por dona Emerenciana Ribeiro do Espírito Santo, proprietária da região.
Embora sem reconhecer a paternidade, o religioso encaminhou o menino para a sua fazenda na Lagoa de Cima, onde José do Patrocínio passou a infância como liberto, porém convivendo com os escravos e com os rígidos castigos que lhes eram impostos.

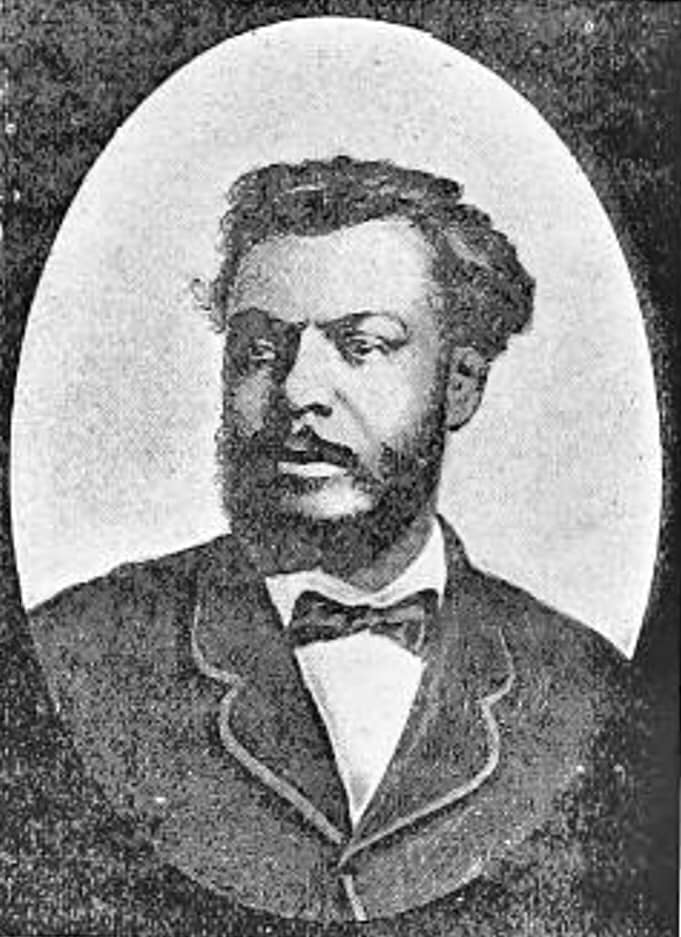
O Jornalista e Líder Abolicionista José do Patrocínio com 26 anos de idade, 1879.

Aos catorze anos de idade, tendo completado a sua educação primária, pediu, e obteve ao pai, autorização para ir ao Rio de Janeiro. Encontrou trabalho como servente de pedreiro na Santa Casa de Misericórdia do Rio de Janeiro (1868), empregando-se posteriormente na casa de saúde do doutor Batista Santos. Atraído pelo combate à doença, retomou, às próprias expensas, os estudos no externato de João Pedro de Aquino, prestando os exames preparatórios para o curso de farmácia.

### Inicio de carreira
Aprovado, ingressou na Faculdade de Medicina como aluno de farmácia, concluindo o curso em 1874. Nesse momento, desfazendo-se a república de estudantes em que vivia, Patrocínio viu-se na iminência de precisar alugar moradia, sem dispor de recursos para tal. Um amigo, antigo colega do externato de Aquino, João Rodrigues Pacheco Vilanova, convidou-o a morar no tradicional bairro de São Cristóvão, na casa da mãe, então casada em segundas núpcias com o capitão Emiliano Rosa Sena, abastado proprietário de terras e imóveis. Para que Patrocínio pudesse aceitar sem constrangimento a hospedagem que lhe era oferecida, o capitão Sena propôs-lhe que, como pagamento, lecionaria aos seus filhos. Patrocínio aceitou e, desde então, passou também a frequentar o "Clube Republicano" que funcionava na residência, do qual faziam parte Quintino Bocaiuva, Lopes Trovão, Pardal Mallet e outros. Não tardou que Patrocínio se apaixonasse por Maria Henriqueta (Bibi), uma das filhas do militar, sendo também por ela correspondido. Quando informado do romance de ambos, o capitão Sena sentiu-se ofendido a princípio, porém veio, após o matrimônio (1879), a auxiliar Patrocínio em diversas ocasiões. Do matrimônio nasceu José do Patrocínio Filho (1886-?), futuro jornalista, escritor, diplomata e empresário teatral, que foi preso em Londres durante a 1.ª Guerra Mundial acusado de espionagem.
Nessa época, Patrocínio iniciou a carreira de jornalista em parceria com Dermeval da Fonseca, publicando o quinzenário satírico "Os Ferrões", que circulou de 1 de junho a 15 de outubro de 1875, no total de dez números. Os dois colaboradores se assinavam com os pseudônimos Notus Ferrão (Patrocínio) e Eurus Ferrão (Fonseca).

### Ativismo politico
Dois anos depois (1877), admitido na Gazeta de Notícias como redator, foi encarregado da coluna Semana Parlamentar, que assinava com o pseudônimo de Prudhome. Foi neste espaço que, em 1879, iniciou a campanha pela abolição da escravatura no Brasil. Em torno de si, formou-se um grupo de jornalistas e de oradores, entre os quais Ferreira de Meneses (proprietário da Gazeta da Tarde), Joaquim Nabuco, João Clapp, Lopes Trovão, Paula Nei, Teodoro Fernandes Sampaio e Ubaldino do Amaral, todos da Associação Central Emancipadora. Por sua vez, Patrocínio começou a tomar parte nos trabalhos da associação.
Fundou, em 1880, juntamente com Joaquim Nabuco, a Sociedade Brasileira Contra a Escravidão. Com o falecimento de Ferreira de Meneses (1881), com recursos obtidos junto ao sogro, adquiriu a Gazeta da Tarde, assumindo-lhe a direção. Em maio de 1883, articulou a Confederação Abolicionista, congregando todos os clubes abolicionistas do país, cujo manifesto redigiu e assinou, juntamente com João Clapp, André Rebouças e Aristides Lobo. Nesta fase, Patrocínio não se limitou a escrever: também preparou e auxiliou a fuga de escravos e coordenou campanhas de angariação de fundos para adquirir alforrias, com a promoção de espetáculos ao vivo, comícios em teatros, manifestações em praça pública etc.

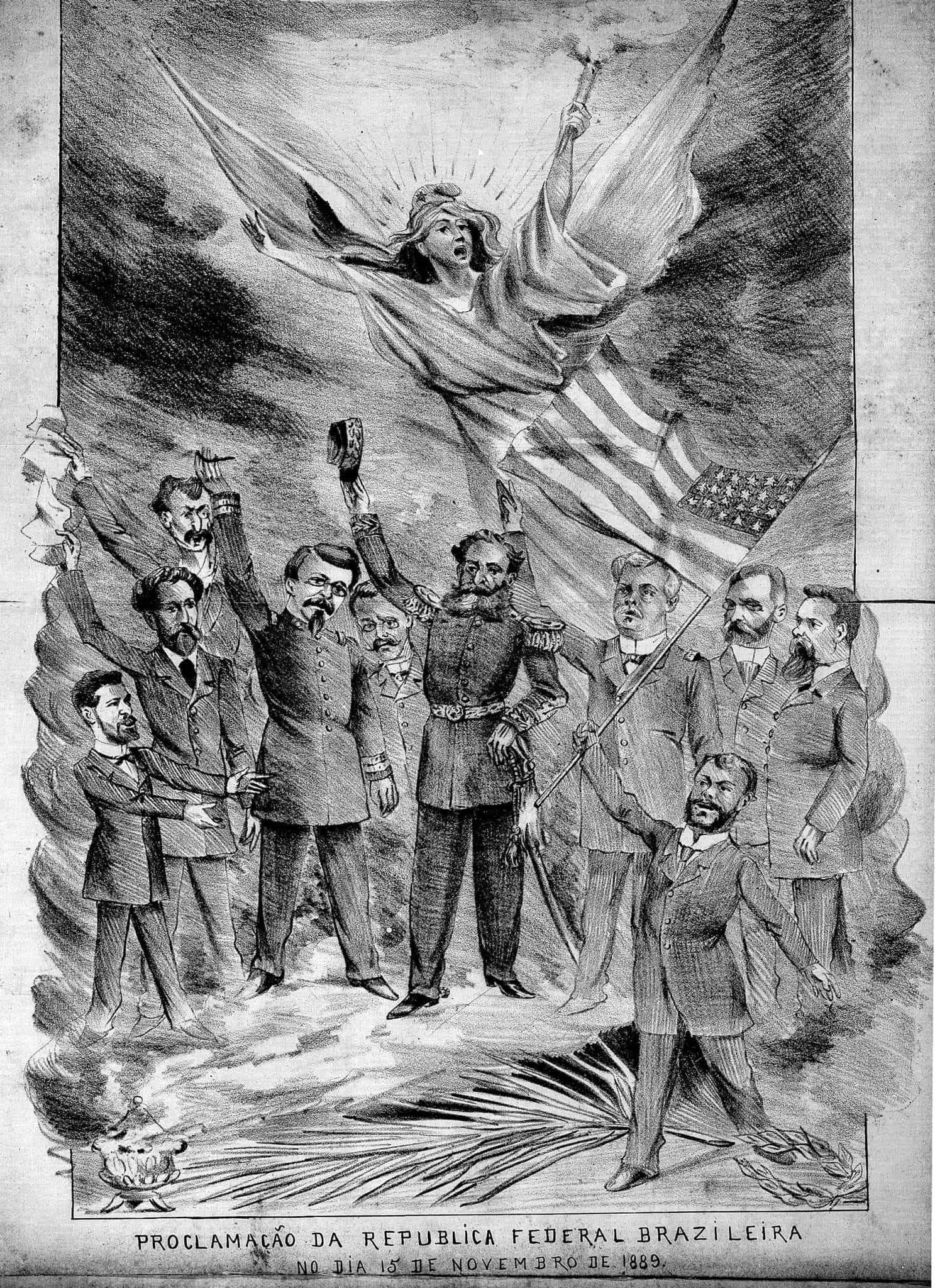
Charge da proclamação da República do Brasil, com José do Patrocínio em primeiro plano.

Em 1882, a convite de Paula Nei, Patrocínio visitou a província do Ceará, onde foi recebido em triunfo. Essa província seria pioneira no Brasil ao decretar a abolição da escravidão já em 1884.
Em 1885, visitou sua cidade natal, Campos dos Goytacazes, sendo também recebido em triunfo. De volta ao Rio de Janeiro, trouxe a mãe, idosa e doente, que viria a falecer no final desse mesmo ano. O sepultamento transformou-se em um ato político em favor da abolição, tendo comparecido personalidades como o ministro Rodolfo Dantas, o jurista Rui Barbosa e os futuros presidentes Campos Sales e Prudente de Morais.
No ano seguinte (1886), iniciou-se na política, sendo eleito vereador da Câmara Municipal do Rio de Janeiro, com votação maciça.
Participou da Maçonaria, atuando no processo de emancipação do trabalho escravo, defendendo o fim da escravidão a partir de discussões no Parlamento, de debates entre a elite branca e da defesa de uma abolição da escravatura, por intermédio da Sociedade Brasileira contra a Escravidão.
Em setembro de 1887, abandonou a Gazeta da Tarde para fundar e dirigir um novo periódico, chamado A Cidade do Rio. À frente deste periódico, intensificou a sua atuação política. Aqui, fizeram escola alguns dos melhores nomes do jornalismo brasileiro da época, reunidos e incentivados pelo próprio Patrocínio. Foi nele que Patrocínio saudou, após uma década de intensa militância, a 13 de maio de 1888, o advento da abolição. Logo após a assinatura da Lei Áurea, com os entornos do palácio tomados de celebração e uma chuva de flores caindo sobre todos, Patrocínio aproximou-se de Isabel, ficou de joelhos e beijou-lhe as mãos, sendo seguido nesse gesto por outros abolicionistas.
Obtida a vitória na campanha abolicionista, as atenções da opinião pública se voltaram para a campanha republicana. Por ironia do destino, o periódico A Cidade do Rio e a própria figura de Patrocínio passaram a ser identificados pela opinião pública como defensores da monarquia em crise. Nessa fase, Patrocínio, rotulado como um "isabelista", foi apontado como um dos mentores da chamada Guarda Negra, um grupo de ex-escravos que agia com violência contra os comícios republicanos. Esse grupo iniciou um verdadeiro culto à princesa Isabel, o chamado isabelismo, e combateu diversos ativistas contrários a um eventual Terceiro Reinado.
Na época da proclamação da República era vereador da Câmara Municipal do Rio de Janeiro. Foi ele quem tomou a iniciativa de proclamar a República, por volta das 18h, perante um grupo reunido na Câmara Municipal do Rio de Janeiro, enquanto Marechal Deodoro da Fonseca ainda elaborava a mudança de regime.
Na época Deodoro estava doente, destituiu o ministério e promoveu um desfile de tropas pela capital demonstrando um levante militar. No entanto não proclamou o novo regime. No calor do momento da revolta, o escritor e político Aníbal Falcão foi até o jornal de Patrocínio para que fosse escrita uma moção pública abolindo a monarquia. Foi este documento que ele leu no plenário da Câmara e que colocou fim à monarquia (de forma política-jurídica)

Proposta de bandeira criada por Lopes Trovão, içada na Câmara Municipal do Rio de Janeiro por José do Patrocínio em 15 de novembro de 1889.

Após a proclamação da República (1889), entrou em conflito em 1892 com o governo do marechal Floriano Peixoto ao apoiar a Revolta da Armada contra o regime republicano recém-estabelecido, sendo detido e deportado para Cucuí, no alto rio Negro, no estado do Amazonas. 
Retornou discretamente ao Rio de Janeiro em 1893, mas, com o estado de sítio ainda em vigor, a publicação do A Cidade do Rio continuou suspensa. Sem fonte de renda, Patrocínio foi residir no subúrbio, em Inhaúma.

### Últimos anos
Nos anos seguintes, a sua participação política foi inexpressiva, concentrando-se a sua atenção no moderno invento da aviação. Iniciou a construção de um dirigível de 45 metros, o "Santa Cruz", com o sonho de voar, jamais concluído. Numa homenagem a Santos Dumont, realizada no Teatro Lírico, quando discursava saudando o inventor, foi acometido de uma hemoptise, sintoma da tuberculose que o vitimou. Faleceu pouco depois, aos 51 anos de idade, aquele que é considerado, por seus biógrafos, o maior de todos os jornalistas da abolição.

## Cronologia
- 1853: Em 9 de outubro, José Carlos do Patrocínio nasceu em Campos dos Goytacazes (na então província do Rio de Janeiro), filho natural do padre João Carlos Monteiro e de Justina, escrava africana, vendedora de frutas.
- 1868: Patrocínio começou a trabalhar na Santa Casa de Misericórdia, no Rio de Janeiro.
- 1871: Por iniciativa do visconde do Rio Branco, foi promulgada a lei do Ventre Livre, reconhecendo como livres as crianças nascidas de mães escravas.
- 1874: Na Faculdade de Medicina, Patrocínio concluiu o curso de Farmácia.
- 1875: Com Demerval Ferreira, publicou o primeiro número do quinzenário satírico "Os Ferrões".
- 1877: Entrou na "Gazeta de Notícias", respondendo pela coluna "A Semana Parlamentar".
- 1879: Casou-se com Maria Henriqueta Sena, a "Bibi". Iniciou a campanha pela abolição da escravatura.
- 1881: Ingressou na "Gazeta da Tarde", vindo a se tornar proprietário do periódico.
- 1882: A convite de Paula Nei, viajou ao Ceará em campanha pró-abolição; como fruto, dois anos mais tarde, o Ceará foi a primeira província brasileira a dar a emancipação aos escravos.
- 1883: Patrocínio redigiu o manifesto da Confederação Abolicionista.
- 1884: Publicou o romance Pedro Espanhol.
- 1885: Promulgada a Lei dos Sexagenários, que concedeu a liberdade aos escravos com idade igual ou superior a 65 anos. José do Patrocínio visitou Campos, onde foi saudado como um triunfador. No Rio de Janeiro, o funeral de "tia" Justina, mãe de José do Patrocínio, transformou-se num grandioso comício de repúdio à escravidão.
- 1886: Foi eleito vereador da Câmara Municipal do Rio de Janeiro.
- 1887: Deixou a "Gazeta da Tarde", fundou e passou a dirigir o "A Cidade do Rio". Publicou o romance Mota Coqueiro ou a Pena de Morte.
- 1888: A 13 de maio, a princesa Isabel assinou a Lei Áurea, extinguindo a escravidão no Brasil; José do Patrocínio beijou as mãos da princesa.
- 1889: Patrocínio publicou o romance Os Retirantes, inspirado na inclemência da seca sobre os habitantes da região nordeste do Brasil. Foi acusado de fomentar a violenta ação da "Guarda Negra" em defesa do isabelismo. A 15 de novembro, a república foi proclamada no Brasil.
- 1892: José do Patrocínio importou da França o primeiro automóvel que circulou no Brasil. Movido a vapor, o seu barulho espantava os transeuntes. Por ter publicado, no seu jornal, um manifesto de um dos chefes da Revolta da Armada, o marechal Floriano Peixoto desterrou Patrocínio para Cucuí, no alto rio Negro (Amazonas).
- 1893: Proibida a publicação do periódico A Cidade do Rio, Patrocínio estava reduzido à miséria.
- 1905: Numa homenagem a Santos Dumont, ao discursar, José do Patrocínio sofreu uma hemoptise; faleceu a 30 de janeiro.

## Obras
- 1875: Os Ferrões, quinzenário satírico, 10 números, em colaboração com Dermeval Fonseca;
- 1877: Mota Coqueiro ou a Pena de Morte, romance;
- 1879: Os retirantes, romance;
- 1883: Manifesto da Confederação Abolicionista;
- 1884: Pedro Espanhol, romance;
- 1885, 17 de maio: Conferência pública, no Teatro Politeama, em sessão da Confederação Abolicionista;
- "Associação Central Emancipadora", 8 boletins.

## Pseudônimos
Em artigos nos periódicos da época, José do Patrocínio usou os pseudônimos de:
- "Justino Monteiro" ("A Notícia", 1905);
- "Notus Ferrão" ("Os Ferrões", 1875);
- "Prudhome" ("A Gazeta de Notícias", "A Cidade do Rio").

## Representações na cultura
José do Patrocínio já foi retratado como personagem na televisão, interpretado por Antonio Pitanga na novela Sangue do Meu Sangue (1969) e por Kadu Karneiro no remake de 1995; Valter Santos na minissérie Abolição (1988) e Maurício Gonçalves na minissérie Chiquinha Gonzaga (1999). No cinema, foi também interpretado por Maurício Gonçalves em O Xangô de Baker Street (2001).